# Canela (kommun)
Canela är en kommun i Brasilien.   Den ligger i delstaten Rio Grande do Sul, i den södra delen av landet, 1 500 km söder om huvudstaden Brasília. Antalet invånare är 39 238. Arean är 255 kvadratkilometer.
Terrängen i Canela är kuperad.
Följande samhällen finns i Canela:
- Canela

I omgivningarna runt Canela växer i huvudsak städsegrön lövskog. Runt Canela är det ganska tätbefolkat, med 155 invånare per kvadratkilometer.